# Corrida goyesque
Une corrida goyesque (de l'espagnol corrida goyesca) est une corrida particulière dans son apparence mais identique dans son déroulement à une corrida « normale ». L'une des corridas goyesques les plus courues est celle de Ronda, qui a lieu à la fin du mois de septembre. Depuis quelques années, Arles organise également une goyesque lors de sa Feria du Riz.

## Habit

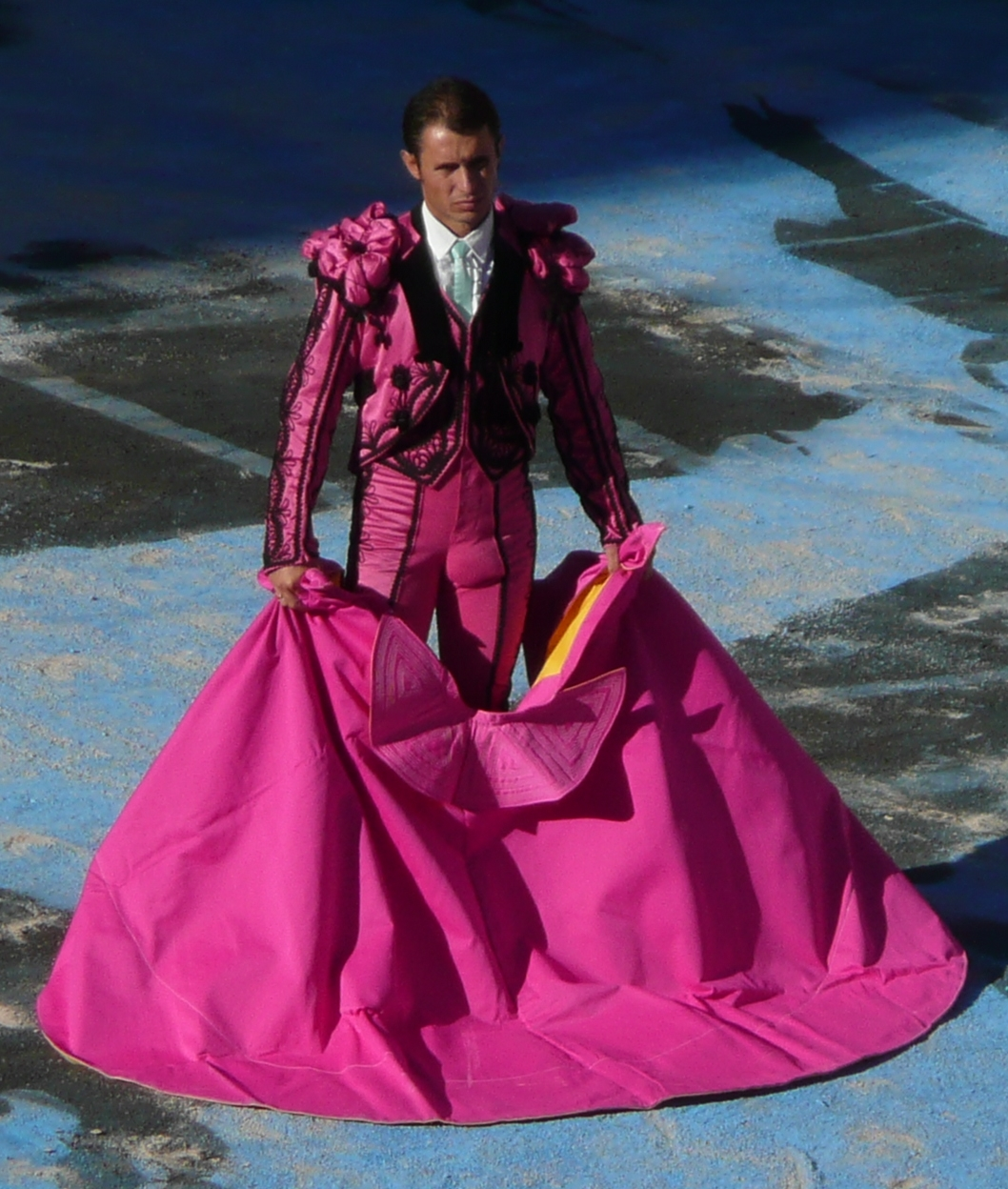
Un peón en habit goyesque lors d'une corrida goyesque à Arles le 11 septembre 2010

Au cours des corridas goyesques, les toreros utilisent des costumes similaires à ceux en vigueur à l'époque de Goya : les paillettes sont quasiment absentes, les seules décorations étant des broderies ; la taleguilla est ample, et non moulante comme son homologue moderne ; au lieu d'une montera, le torero coiffe un bicorne ; les cheveux (longs) sont retenus par une résille ; le capote de paseo n'existe pas, les toreros défilant en portant le capote de brega sur l'épaule.

## Déroulement
Le déroulement de la corrida goyesque est en tous points identique à celui de la « corrida normale ».

## Arènes
Le plus souvent, l'arène est également décorée, le redondel accueillant des motifs stylisés et des dessins taurins.

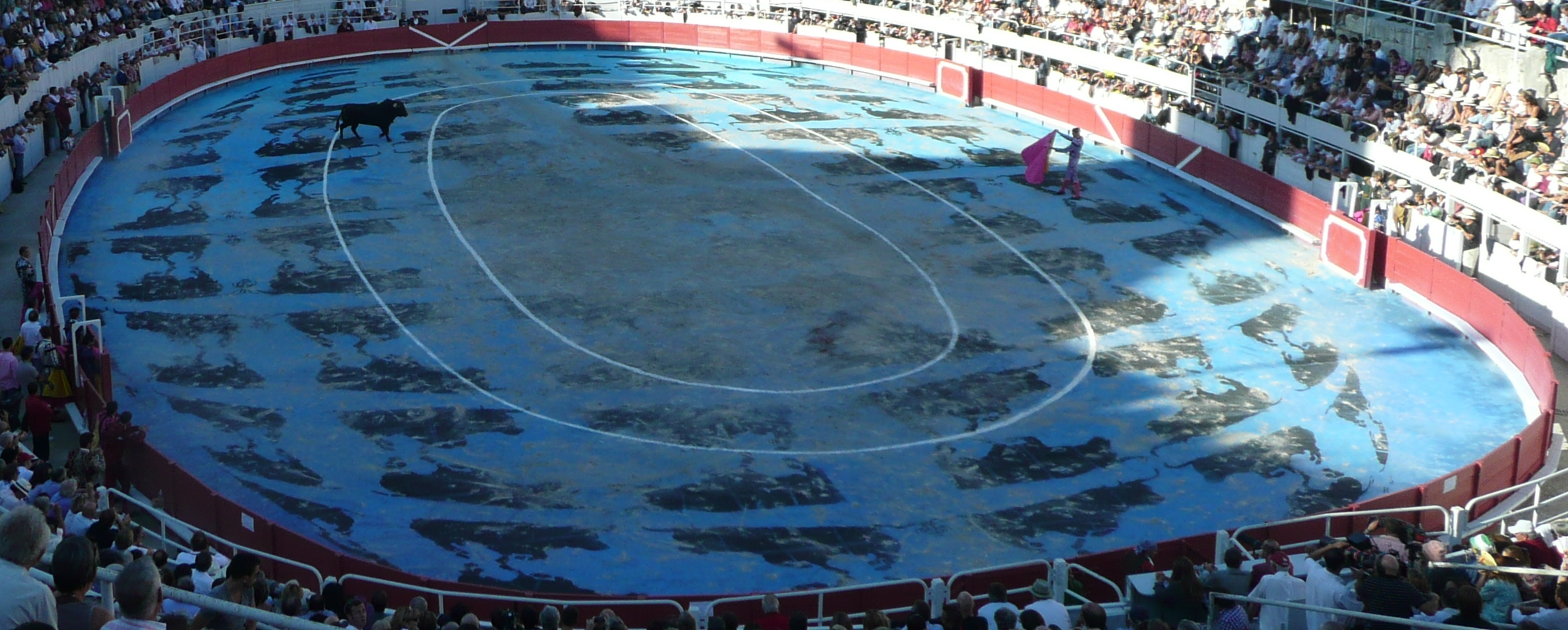
Ruedo des arènes d'Arles lors de la corrida goyesque du 11 septembre 2010

## Galerie d'images, vidéo

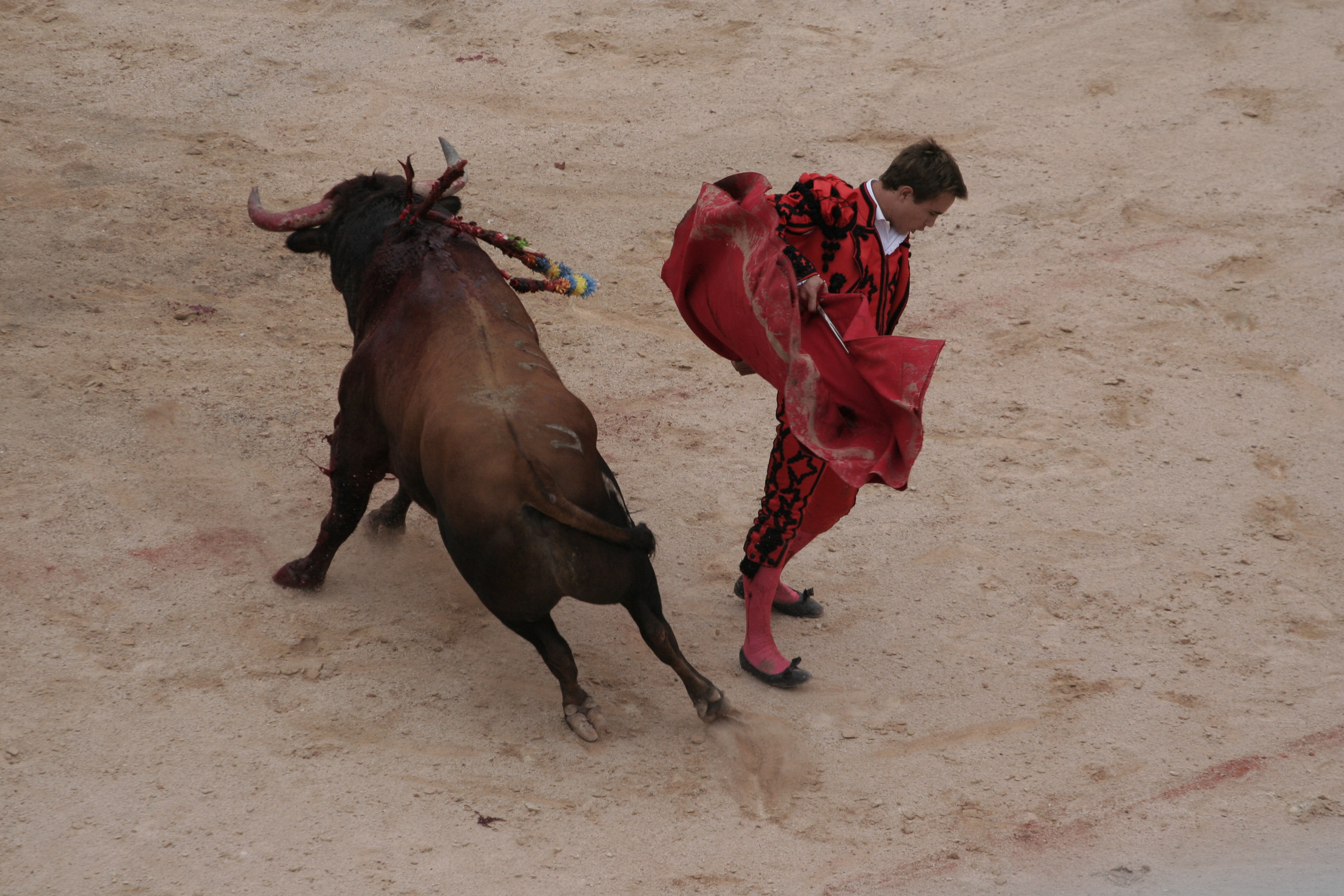
Juan Bautista lors de la corrida goyesque de la Feria du Riz du 13 septembre 2008 à Arles
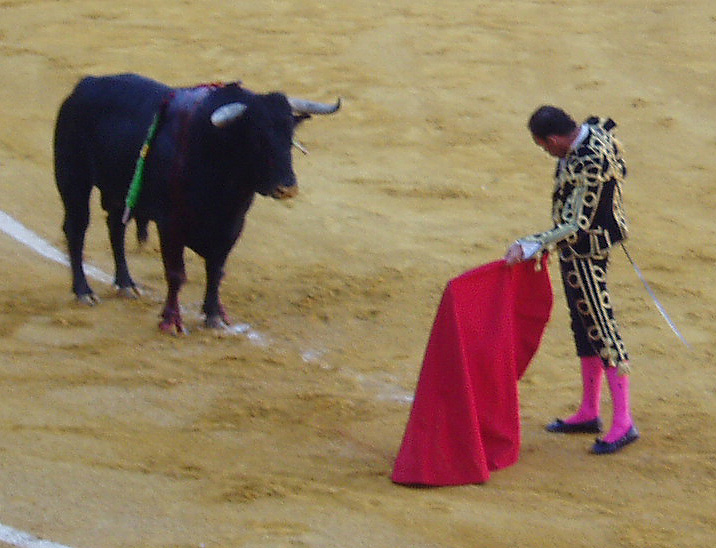
Pepín Liria lors de la corrida goyesque du Puerto de Santa María en août 2008
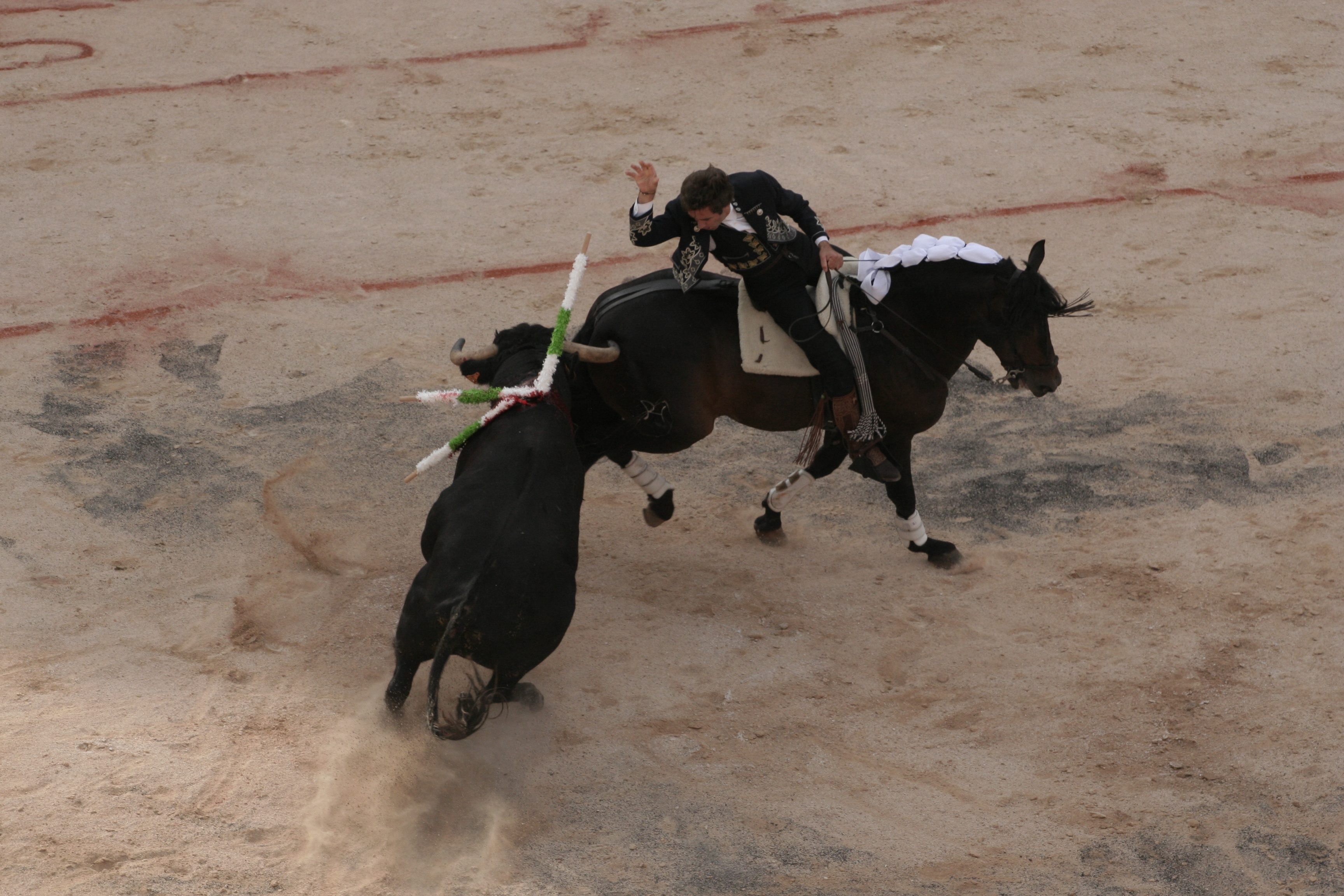
Mendoza à Arles lors de la goyesque du 13 septembre 2008, pose de La Rose
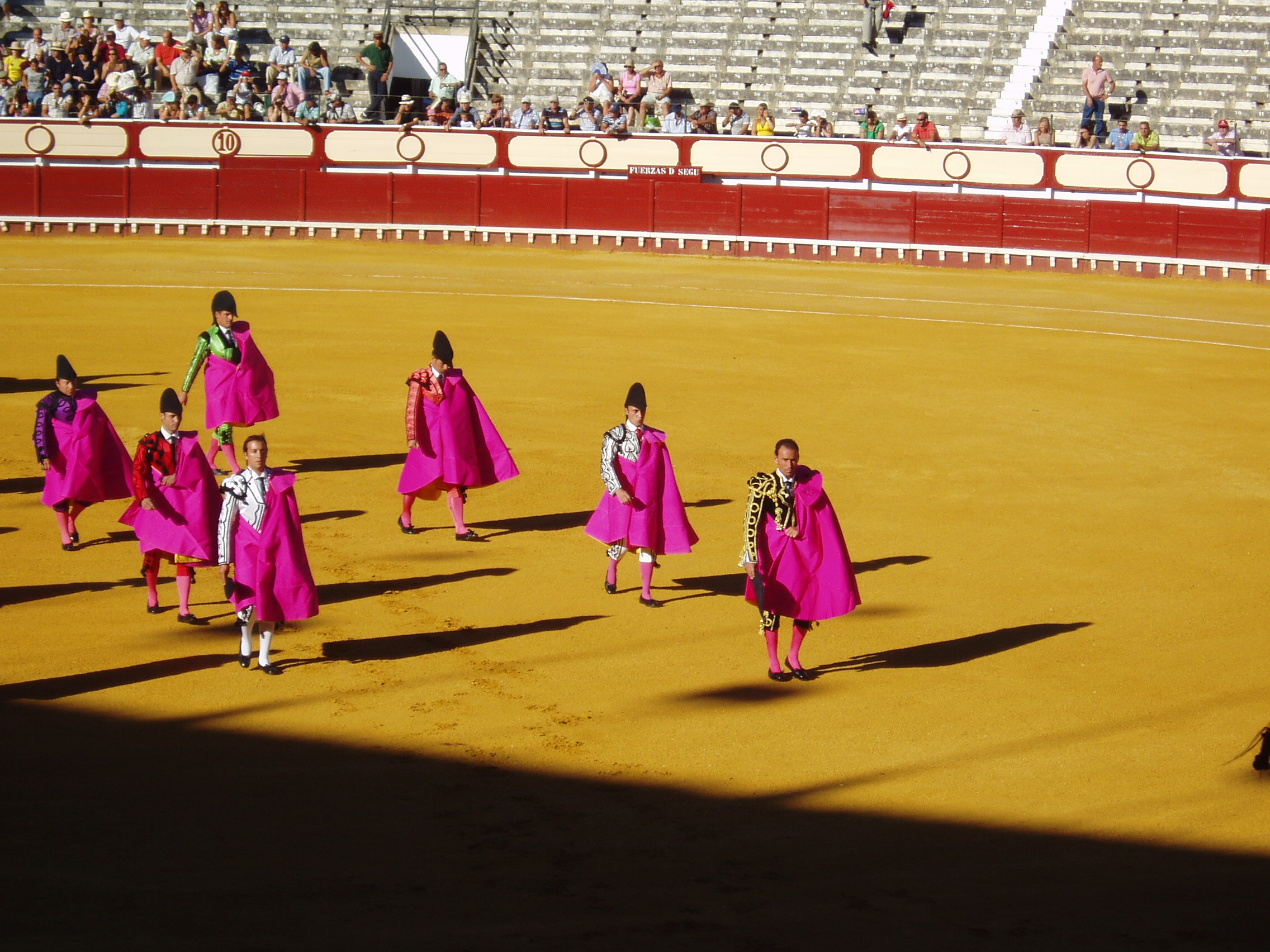
Paseo de la corrida goyesque du 15 août 2008 dans les arènes du Puerto de Santa María
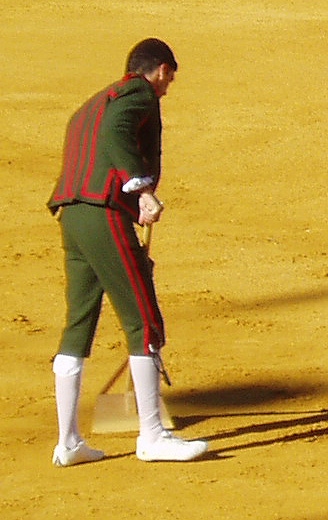
Un arenero en habit goyesque lors d'une corrida goyesque à El Puerto de Santa María en 2008